# Lettera di chiamata

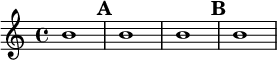
Esempi di Lettera di chiamata

Una lettera di chiamata (in inglese rehearsal letter, letteralmente lettera delle prove) è una lettera dell'alfabeto in grassetto in una partitura orchestrale e nelle sue parti corrispondenti, che fornisce al direttore, che di solito dirige le prove, una posizione opportuna per dire all'orchestra di iniziare in punti diversi dell'inizio di movimenti o pezzi. Le lettere di chiamata sono spesso utilizzate nelle partiture dell'epoca romantica e in seguito, a cominciare da Louis Spohr. Le lettere di chiamata sono generalmente collocate in punti strutturali del pezzo.

## Terminologia
Possono anche essere genericamente chiamati segni di chiamata o figure di chiamata o, quando si usano numeri al posto delle lettere, numeri di chiamata.

## Scopo
Nel corso delle prove di una sinfonia o di un brano, è spesso necessario che il direttore d'orchestra si fermi e torni a un certo punto a metà, per padroneggiare i passaggi o le sezioni più difficili o per risolvere una difficoltà sfidante che l'orchestra sta affrontando. Molte partiture e parti hanno numeri di battuta, ogni cinque o dieci battute, oppure all'inizio di ogni pagina o riga. Però, man mano che i pezzi e i singoli movimenti delle opere si allungavano (estendendosi a diverse centinaia di battute) con il progredire dell'era romantica, i numeri delle battute diventarono meno pratici nelle prove.

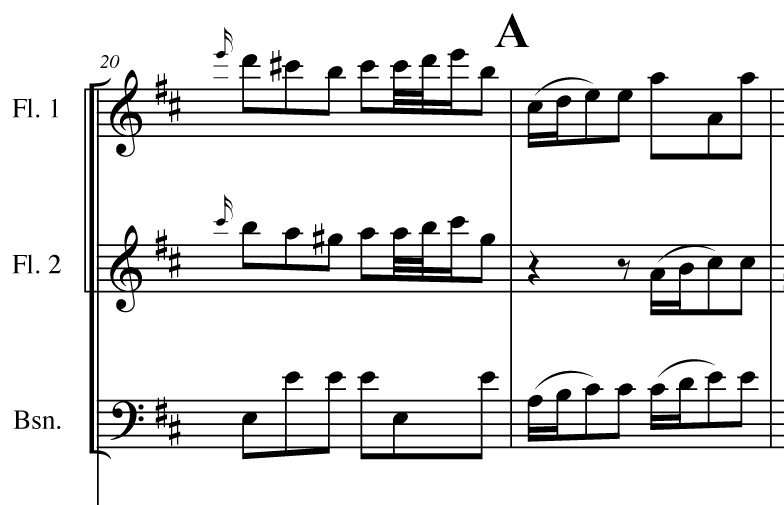
Da una pagina dell'intera partitura della sinfonia in re maggiore, Nagel 75 di Christoph Graupner. Se il direttore vuole riprendere le prove dalla seconda battuta mostrata qui, potrebbe dire o "battuta 21" oppure "lettera A".

Ad esempio, un direttore può dire ai propri musicisti di riprendere dalla battuta 387, cosicché i musicisti devono trovare il numero di battuta più vicino nelle loro parti (ad esempio la 385 o la 390) e contare indietro o avanti un paio di battute. Anche se il numero 387 è scritto nella battuta più appropriata, potrebbe non essere particolarmente evidente. Ma se c'è, ad esempio, una grande lettera in grassetto M nella partitura e nelle varie parti, è molto più facile per il direttore dire "inizia dalla lettera M". Anche se il conduttore dovesse dire "una battuta prima della lettera M", sarebbe comunque più conveniente che dire "battuta 386". In alternativa il direttore potrebbe prima dire "prima della M..." e concedere ai musicisti il tempo di trovare la M e quindi dire "una battuta".
Nella partitura di una grande orchestra le lettere di chiamata sono in genere posizionate sul pentagramma dei flauti (o degli ottavini) e duplicate sopra lo spartito dei primi violini. Per le bande di concerto le lettere di chiamata sono posizionate sul pentagramma dell'ottavino (o dei flauti ") e su quello delle trombe. Le lettere di chiamata dovrebbero apparire in ogni parte, ma il direttore o il bibliotecario dovrebbero verificarlo e assicurarsi anche che siano d'accordo con la partitura del direttore; in caso contrario, le lettere delle parti devono essere copiate nella partitura del direttore. Per pezzi tipici o movimenti dell'era romantica contrassegnati allegro, possono essere utilizzate le lettere dalla A alla Z, anche se le lettere I, J o O (o tutte) possono essere saltate.
Il posizionamento e la frequenza delle lettere non seguono una regola rigida. Generalmente sono inserite in punti in cui c'è un cambiamento musicalmente significativo, ad esempio un nuovo tema, o un cambiamento nella dinamica o nella strumentazione o l'inizio di una nuova sezione, solo quei punti in cui un direttore potrebbe voler ricominciare durante le prove. Inoltre far coincidere le lettere con i segnaposti musicali può aiutare i musicisti che contano le pause a confermare che si trovano ancora nel posto giusto, il che non sarebbe possibile se i segni fossero posizionati a intervalli numerici regolari.
La lettera A è quasi sempre usata per un punto vicino all'inizio, ma non per l'inizio reale, perché è molto più facile dire "dall'inizio". Allo stesso modo, le lettere di chiamata non sono necessarie in caso di variazioni di tempo, annotazioni di chiave o di tempo, poiché il nome del nuovo tempo o annotazione può servire allo stesso scopo. Ad esempio, in alcune edizioni della Nona Sinfonia di Beethoven, la lettera A del Finale non c'è fino alla battuta 140, quando l'entrata relativamente tardiva dei primi violini con il tema "Ode alla gioia" potrebbe non distinguersi abbastanza dagli altri suonatori per poter rappresentare un comodo punto di riferimento, mentre le reminiscenze dei temi dei movimenti precedenti sono più facilmente referenziate dalle loro annotazioni di tempo.

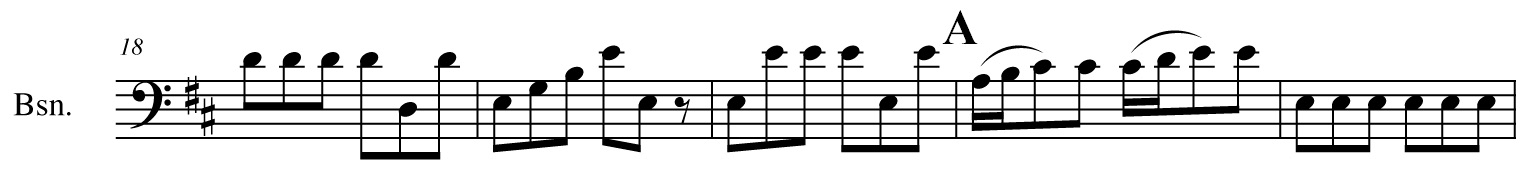
Dalla parte per fagotto della Sinfonia in re maggiore, Nagel 75 di Christoph Graupner. Se il direttore dice di riprendere a suonare dalla battuta 21, il fagotto deve contare dalla battuta 18, o contare all'indietro dalla battuta 23. Ma se il direttore dice di riprendere da lettera A, il fagotto deve solo trovare la lettera A nella sua parte.

Una lettera di chiamata di solito interrompe una pausa multi misura in una parte, tranne nei casi in cui un determinato strumento non suona affatto in un dato movimento del lavoro. Poiché le lettere di chiamata a volte sono indipendenti dall'edizione e in alcuni casi anche dalla versione, sono anche utili per dire ai candidati per le posizioni nell'orchestra quali passaggi devono suonare durante l'audizione. Sono anche utili per un facile riferimento nei saggi accademici delle opere orchestrali. Tuttavia le lettere di chiamata sono del tutto assenti da alcune edizioni di alcuni pezzi che le hanno invece in altre edizioni, come le edizioni più vecchie del preludio dei Maestri cantori di Norimberga di Richard Wagner.
Le lettere di chiamata sono meno utili nella musica strumentale non accompagnata come il repertorio per pianoforte solista (anche se possono essere usate nei duetti), perché  lo strumentista non ha bisogno di comunicare con un collega musicista dove riprendere a suonare. Anche le canzoni tendono a non usarle, perché è più utile fare riferimento ai testi (tranne in brani in cui i testi sono molto ripetitivi o quelli con lunghe sezioni senza testo).

## Uso tra la fine del XIX e il XXI secolo
In alcuni casi dalla A alla Z potrebbe non essere sufficiente. Dopo la Z si può usare Aa, seguito da Bb e così via fino a Zz (anche se Ii, Jj e/o Oo potrebbero essere saltate). L'edizione Wilhelm Hansen della Sinfonia n. 7 in do maggiore di Jean Sibelius presenta un caso insolito: le lettere dalla A alla Z (incluse sia I che J, oltre a O) sono esaurite con solo altre tre pagine rimaste nella partitura. Per il solo flauto e il fagotto solista, i redattori usano la Ö (l'ultima lettera dell'alfabeto finlandese) come lettera di chiamata.
Numeri di chiamata incasellati
Nel caso però di alcuni compositori, come Gustav Mahler e Dmitri Shostakovich, due volte l'alfabeto potrebbe non essere ancora sufficiente. Per questo motivo alcuni redattori preferiscono i numeri di chiamata alle lettere di chiamata. Le partiture di Mahler e Shostakovich usano numeri di chiamata piuttosto che lettere. Questi sono in genere in grassetto e racchiusi in una casella, o meno comunemente, in un cerchio. Confusamente, tuttavia, alcune edizioni racchiudono i numeri di battuta nelle caselle, sebbene di solito non siano in grassetto. Nell'edizione Schirmer della Sinfonia n. 3 di Roy Harris (in un movimento), i numeri di chiamata sono racchiusi in cerchi e si trovano ogni dieci battute, essendo in realtà il numero di battuta diviso per 10. I numeri di battuta "sono facilmente confusi con i numeri di battuta" talvolta è una buona ragione per usare le lettere di chiamata.
I sostenitori dei numeri di chiamata sostengono che anche 26 lettere non sono sufficienti per alcune partiture. Mentre le lettere di chiamata vengono reimpostate ad A per ogni movimento di un'opera multi movimento (anche per i movimenti connessi), i numeri di chiamata in genere corrono lungo il corso dell'intera opera, anche se i movimenti non sono collegati. Ad esempio, il numero di chiamata per le ultime battute del primo movimento della Prima Sinfonia di Edward Elgar è 55; il primo numero di chiamata del secondo movimento è 56. Vi sono tuttavia delle eccezioni. L'esplosione orchestrale finale nel primo movimento della Seconda Sinfonia di Mahler è il numero 27. Mahler in realtà voleva una pausa di cinque minuti prima del movimento successivo, quindi i numeri di chiamata vengono reimpostati a 1, terminando con 15. Il terzo movimento segue dopo una breve pausa, ma il suo primo numero di chiamata è il 28.

### Jazz e pop
Per le composizioni jazz e pop con diversi ritornelli, "molti compositori e arrangiatori jazz" usano un formato in cui "a ogni parte successiva del verso/ritornello della struttura sono assegnate le lettere successive dell'alfabeto" combinate con un numero di chiamata: ad esempio, la lettera A per la prima frase a 8 battute del verso dopo l'introduzione, A9 per la successiva frase a 8 battute, A17, A25, quindi B, B9, B17, B25 per il ritornello, ecc., con lo speciale segno di chiamata generale TAG per l'etichetta finale. Nel jazz e nella musica pop i musicisti fanno spesso riferimento alla "sezione A" o alla "sezione B" di una canzone di 32 battute durante le prove. Nella musica pop, la musica è comunemente organizzata in sezioni standard, come un'introduzione, versi multipli e ritornelli, uno o più bridge, un assolo di chitarra (o altri assoli strumentali) e una conclusione. Come tale, un bandleader che desidera iniziare nel mezzo di una canzone in genere specificherà su quale parte di questa struttura dovrebbe iniziare la band (ad es. "le i ltime quattro battute del ponte, andando con l'assolo di chitarra" o "ultimo verso e vai al finale").